# Johannes Fischer (Mediziner, 1881)
Johannes Fischer (* 3. Juni 1881 in Minden; † 15. Mai 1945 in Schwerin) war ein deutscher Psychiater, der in die Euthanasie des Nationalsozialismus verstrickt war.
Fischer studierte erst Theologie und Philologie, bevor er in Medizin in Halle a.d.S. 1910 promovierte. Zuerst arbeitete er in der Nervenklinik Rostock-Gehlsdorf, 1914 zog er als Feldarzt in den Krieg. 1916 wurde er Oberarzt, und er leitete seit 1924 die Psychiatrische Klinik auf dem Sachsenberg bei Schwerin. In dieser Funktion war er an Zwangssterilisationen und Verschickungen von Behinderten in Tötungsanstalten der Aktion T4 beteiligt. 1945 beging er mit seiner Frau und Tochter auf dem Klinikgelände in Schwerin Suizid. Ihr gemeinsames Grab befindet sich auf dem Klinikfriedhof.

## Schriften
- (mit Paul Eisler): Die hernia mesenterico-parietalis dextra. (Anatomische und entwicklungsgeschichtliche Monographien H. 2. 1911) Halle, Med. Diss. v. 10. Dez. 1910, auch als: Ein rechtsseitiger Bauchfellbruch. Leipzig: W. Engelmann 1910
- 100 Jahre Sachsenberg. Rhenania, Düsseldorf 1930